# Podregion Kaakkois-Pirkanmaa
Podregion Kaakkois-Pirkanmaa (fiń. Kaakkois-Pirkanmaan seutukunta) – dawny podregion w Finlandii, w regionie Pirkanmaa. Zlikwidowany w 2011 roku.
W skład podregionu wchodziły gminy:
- Kuhmalahti (włączona do gminy Kangasala)
- Pälkäne (przeniesiona do podregionu Tampere)

W momencie likwidacji podregion zamieszkiwało 36 625 osób.